# ロックマンエグゼStream
『ロックマンエグゼStream』（ロックマンエグゼ ストリーム）は、カプコンのゲームソフト『ロックマンエグゼシリーズ』を原作とするテレビアニメ。
2004年10月2日から2005年9月24日まで、アニメ『ロックマンエグゼAXESS』の続編かつ第3シリーズとして、テレビ東京系列で毎週土曜日8時30分から9時00分の時間帯に放送された。全51話。

## ストーリー
ベースは『ロックマンエグゼ4』、『ロックマンエグゼ5』。基本的に前作と同じ設定を引き継いでいる（以降のシリーズも同様）。危険な惑星の抹殺を使命とする地球外ナビ・デューオが現れる。前作（『AXESS』最終話）の事件で、デューオは地球を危険な惑星だと判断した。しかし、デューオは人間とネットナビが融合するクロスフュージョンに興味を持ち、人類の未来を見届けたいと考え、熱斗とロックマンに試練を課す。地球抹殺までの猶予を与え、それを回避したければ試練を乗り越えよと言う。熱斗とロックマンたちの新たな戦いが始まる。

## 登場人物
『エグゼ』：前々作『ロックマンエグゼ』、『AXESS』：前作『ロックマンエグゼAXESS』を指す。

### メインキャラクター
☆：デューオの紋章を持つ、13人のクロスフュージョンメンバー。
光熱斗（ひかり ねっと）☆
声 - 比嘉久美子
主人公。秋原小学校6年生。勉強は苦手だが、ウイルスバスティングの才能はピカイチ。明るい性格で、ロックマンとは強い絆で結ばれている。カレーや完熟マンゴーが大好物。マハ一番´の常連。『AXESS』にてクロスフュージョンの能力を身につけたことで、ネット社会の平和を守るネットセイバーに任命される。
ロックマン
声 - 木村亜希子
熱斗のナビ。青いボディカラーが特徴。生真面目な性格で、熱斗と同じで恋には鈍い。幽霊が苦手。主な攻撃方法はロックバスターと転送されるバトルチップ。特殊なナビで、何らかのきっかけによりスタイルチェンジ、ソウルユニゾン、獣化といった様々な能力が発現する。その力の詳しい部分は解明されていない。「究極プログラム」を持つナビの1体。
桜井メイル（さくらい メイル）☆
声 - 水橋かおり
熱斗の幼馴染。優しい性格で頭もいい。ごくまれに暴走することも。熱斗のことが好きだが、なかなか素直になれない。
ロール
声 - 城雅子
メイルのナビ。戦いはあまり得意ではない。ロックマンに恋をするが、メディと出会った以降は彼女をライバル視する。
大山デカオ（おおやま デカオ）
声 - 沼田祐介
熱斗の友達。体は大きいが気は小さい。熱斗をライバル視しているが、オペレートは熱斗に比べてイマイチ。惚れっぽい性格。前作のMaha二番でのアルバイトを経て、Maha一番´（ダッシュ）の厨房を任されている。お尻の右側にスペースシャトル型のアザがあるらしい（『エグゼ』54話より）。
ガッツマン
声 - 下山吉光
デカオの持ちナビ。力が強いが頭は弱い。口癖は「〜でガッツ」「〜でガス」。
綾小路やいと（あやのこうじ やいと）
声 - 芳野日向子
ガブゴン社の社長令嬢。熱斗たちより年下だが、飛び級して熱斗と同じクラスに在席。『AXESS』から引き続き、キングランドに留学中。伊集院家とは江戸時代からの腐れ縁。常にオデコが眩しく光り輝いてプラグイン時にはオデコを派手に光らすようになった。
グライド
声 - 川津泰彦
やいとの持ちナビ。分析力に優れ、身の回りの世話を任されている執事的存在。彼女の行動に振り回されること多数。
氷川透（ひかわ とおる）
声 - 渡辺久美子
熱斗の友達。物事を冷静に判断し、冷めた視点で何かと突っ込むことが多い。温泉部部長。
アイスマン
声 - 野田順子
透が使うお子ちゃまナビ。雪や氷を操るのが得意。同じ水属性のアクアマンとバブルマンとは友達同士で、仲がいい。最初は透の父親と共同で使われていたが、現在は透専用のナビになっている模様。
伊集院炎山（いじゅういん えんざん）☆
声 - 斎賀みつき
熱斗の友人にしてライバル。オペレートの腕はまさに天才的。12歳にして巨大企業IPC（伊集院PETカンパニー）の副社長にしてネットセイバー。最初はクールで二枚目のキャラクターだったが、熱斗と行動を共にするようになって以来、妙に不幸な目にあっている。また（主にラウルとの）捜査上の変装で、奇抜なアフロ姿になることも。
クロスフュージョン時ではソード系を多用するが、サンダーボールやエアホッケーなどのチップも併用してテクニカルに戦う。「デルタレイエッジ」も使用可能。
ブルース
声 - 松風雅也
炎山の持ちナビ。幼いころに父親から貰ったナビで、彼と同じく常にクールな剣士。一時期ダークロイド化したが、紆余曲折の末元に戻る。炎山のナビであることを誇りに思っている。ロックマンと対照的に赤いボディカラーが特徴。またバイザーで目を隠し、その素顔は明らかになっていない。一回だけだが、炎山の変装に合わせて、「マスク・ド・レッド」となったこともある。「究極プログラム」を持つナビの1体。
日暮闇太郎（ひぐれ やみたろう）
声 - うえだゆうじ
ヒグレヤという店でバトルチップを販売している。語尾に「〜でマス」とつけるのが特徴。まりこに恋しており、マサとは恋敵である。またN1グランプリでは選手としてのみならず、試合の解説役も務める。
ナンバーマン
声 - うえだゆうじ
日暮が使う計算型ナビ。
名人（めいじん）
声 - 藤原啓治
科学省で働いているが、科学省の人間ではないらしい。最初は熱斗たちが危機に陥ったときどこからともなく現れる謎の人物だった。本来「さん」をつけることは不要だが、熱斗には事あるごとに「名人さん」と呼ばれ、その度に「『さん』はいらない!」と応えるのがお約束となっている。ミニカーなどの食玩を集めている。着ているシャツには「16」 - 「18」とシリーズ（厳密には放送された年）ごとに異なる数字が書かれているが、これは初代『ロックマン』のゲームが発売されて何周年目かを示している（初代『ロックマン』がファミリーコンピュータで登場したのは1987年12月17日）。また『BEAST』にて衣装がリニューアルした。ネットナビは所有していない。
光祐一朗（ひかり ゆういちろう）
声 - 川島得愛
熱斗の父親で科学者。ネットナビの産みの親でもあり、科学省で日夜研究を続けている。『エグゼ』では冒険家として様々な国を探検していた。色々なことを知っているので、悪者に狙われたことも多数。劇場版では、誘拐された彼を熱斗が救い出すという流れになっている。
光はる香（ひかり はるか）
声 - 城雅子
熱斗の母親。料理がとても上手。息子・熱斗と夫・祐一朗がいない間、光家を守っている。天然っぽい印象を受けるが、大きなトラブルが発生しても冷静に息子や夫を信じてサポートする。
大園まりこ（おおぞの まりこ）先生
声 - 日髙のり子
熱斗のクラスの美人教師で、『AXESS』から登場したゆりこの双子の姉。明るい性格。テニス部顧問、兼温泉部顧問。他にもSF映画ファンの名誉会員（劇場版で判明）など、多彩な趣味を持つ。

### クロスフュージョンメンバー
クロスフュージョンしてアステロイドと戦う者たち。全部で13名。その時期はまちまちだが、全員がデューオの紋章の持ち主となる。
『ロックマンエグゼ5』にて、「チームオブブルース」あるいは「チームオブカーネル」として戦う仲間とほぼ共通しているが、『エグゼ5』で共に戦っている日暮とケロがメンバー内に含まれておらず、その代わりにメイルとゆりこが加わっている。よって、日暮とケロには紋章も現れない。
『BEAST』では正式なネットセイバーである熱斗、炎山、ライカ以外のメンバーはシンクロチップを回収されていたが、熱斗たちがビヨンダードに飛ばされ戦力不在の危機に再集結し、ビヨンダードに飛ばされていたメイルとディンゴ、すでに死亡しているバレル以外は再び変身した。
光熱斗、ロックマン
桜井メイル、ロール
伊集院炎山、ブルース
それぞれ上記のメインキャラクターの節を参照。
ライカ
声 - 結城比呂
シャーロ国の軍人にしてネットセイバー。13歳でありながら冷静沈着であり、バイクなどの操縦もこなせる。またフェンシングも会得しており、剣術のたしなみもある。名前の由来は、ウクライナの弦楽器のバラライカらしい。
『AXESS』ではクロスフュージョンを否定していたが、戦力の強化のために必要だと考えるようになり、熱斗、炎山に次ぎ3人目のクロスフュージョンメンバーとなった。
サーチマン
声 - 福山潤
ライカのナビ。命令に忠実に従う軍事ナビ。名前の通り検索能力に長けており、電脳空間を越えて遠くの標的を狙撃することができる。
チャーリー・エアスター
声 - 松本保典
腕のいいパイロット。美女を見かけるとすぐに口説こうとする。チャーリー・エアマスターと誤記されることがあるが、「エアスター」である。
ジャイロマン
声 - 岸尾大輔
チャーリーの持ちナビ。ヘリコプターに変形する特異なナビ。ビデオマンとの戦いでロックマンとソウルユニゾンした。
竜巻攻撃「トルネードアーム」や、プロペラを飛ばす「プロペラカッター」を主に使用する。ヘリコプター時には爆弾を投下する「ジャイロエアフォース」を使用。
バレル
声 - 千葉一伸、樫井笙人（老人状態）
アメロッパ軍の大佐。「不死身のバレル」の異名を持つ。本編中死亡するが、その時点では推定年齢50歳だったが老人の姿であり、最終話でその理由が明らかになった。カーネルを含めたデューオとの融合の影響で老化現象が早まったためである。熱斗たちの時代でデューオの試練が課せられた際、パストトンネルを通過して20年前の訓練中のバレルにも紋章が与えられた。紋章の持ち主だが、現代のバレルは既に死亡しており、Dr.ワイリーがアメロッパ軍に所属していた頃に採取した彼の紋章のデータはすでにリーガルに奪われていたため、20年前のバレルがスペクトルを使い命懸けで現代へのタイムワープを試みる。現代へワープした際に、Dr.ワイリーからシンクロチップを受け取りカーネルとのクロスフュージョンを実現させた。
タイムパラドックスを防ぐため、未来への必要以上の干渉や情報提供は行っていない。したがって、バレルとカーネルが時空サーベルやパストトンネルを使って未来へ移動するのは、デューオの試練に関連する敵と戦う場合のみである。故に、本作以降の作品に登場するゾアノロイドやゼロウイルス、ファントムナビとの交戦には駆けつけていない。劇場版ではネビュラグレイ事件の際にスペクトルを使用して20年後の未来へ移動しリーガルと交戦している。
カーネル
声 - 安元洋貴
バレルのナビ。20年前にアメロッパ軍によって極秘開発された完全戦闘用の軍事ナビ。現代の老死前のバレル大佐の依頼で、ワイリーが20年前のバレルとカーネルに時空間を移動できる特殊な剣「時空サーベル」とパストトンネルへのプラグイン装置を送信、これらを駆使しスラーやアステロイドと闘うロックマンたちを助ける。20年前に作られたナビながら、その戦闘力はロックマンやブルースをはるかに上回り、劇場版時点でのフォルテとも互角に戦える。
『BEAST』ではビヨンダードの別存在として彼の優しさのデータから構築された妹ナビ「アイリス」と共に登場する。また、こちらの世界の20年前のカーネルは、シェードマンが引き起こした時空戦争の終結後に過去に取り残されたバブルマンを未来まで凍結封印するという回想シーンに一度だけ登場している。
カーネルサーベルを振ると、地を這う巨大衝撃波「スクリーンディバイド」が発動。また、ストーンキューブを無数に設置し、そこから伏兵「カーネルアーミー」が連続攻撃を仕掛ける。グラビティマンの重力攻撃をものともしない肉体能力も備える。
テスラ・マグネッツ、マグネットマン
下記のネオWWWの節を参照。
ディンゴ
声 - 山口眞弓
はるばるニホンにやってきたトマホークを持つ少年。極度の方向音痴。マハ一番´で働いている。
トマホークマン
声 - 阪口大助
ディンゴのナビ。野生児のようなネットナビで、右手にトマホークを持っていて攻撃力は抜群。
斧を振り回す「トマホークスイング」、斧を投げ飛ばす「トマホークエアレイド」の他、トーテムサマを操り「火の玉」「回復」「無敵→トマホークローリング」を使用。
ジャスミン
声 - 千葉紗子
チョイナ出身の少女。伝説の薬剤師の孫娘。
メディ
声 - かかずゆみ
ジャスミンのナビ。ヒーリング能力を有する。元々はジャスミンの亡き友人のナビだった。
錠剤型爆弾「カプセルボム」や、ナビのHPを回復させる「ヒーリングパルス」、2つの光球を相手にぶつける「ケミカルフラッシュ」を使用する。
六尺玉燃次（ろくしゃくだま ねんじ）
声 - 西村朋紘
花火職人。花火にかける情熱は大きい。燃次郎というナビを所有していたが、ある事故がきっかけで失う。ナパームマンを「燃次郎」と呼んでおり、その度にナパームマンを憤慨させる。
ナパームマン
声 - 坂口候一
『エグゼ』では軍事大国ダークランドの最強戦闘ナビとして登場し、ロックマンに倒された。今作でアステロイドとして蘇り、犯罪者とともに悪事を働いていたが、深手を負い逃亡。偶然燃次の所に匿ってもらう。燃次の優しさと、爆発する物（花火）でも人を幸せにすることができると知り、心境が変化。彼のナビとなり、硬い絆で結ばれる。クロスフュージョンできるナビでは唯一のアステロイドである。ただ、当の燃次からは「燃次郎」としか呼ばれず、その度に燃次と喧嘩になる。怒りをためるとPETに熱が入り、これを利用して氷を溶かしたことがある。
連続発射の「バルカンアーム」や、爆弾「ファイアボム」「ナパームボム」を使用。
大園ゆりこ（おおぞの ゆりこ）
声 - 日髙のり子
まりこの双子の妹であり、元ネビュラのエージェント。15年前の飛行機事故の被害者の一人で、デューオのプローブとして再生している。その後リーガル共々ワイリーに拾われ、デューオのテクノロジーの分析のためWWW研究所にて日夜実験を受けていた。自由を求めていた彼女は、脱出の見返りに地球を戦慄と恐怖に陥れることに協力することを持ちかけたリーガルと共に研究所を抜けだし、その後ネビュラを結成したことが判明。『AXESS』終盤にてネビュラの命に背いたことでダークブルースの手により海に沈められたが、岬に救出されていた。姉の優しさに触れ、熱斗を助ける。『AXESS』ではシンクロ率を無視するダークシンクロチップを使用していたが、今作で使用するシンクロチップはDr.ワイリー製のもので、ニードルマンとのシンクロ率も安定している。
ニードルマン
声 - 土屋利秀
ゆりこのナビ。全身からトゲを放出して攻撃する。ゆりこと共に改心してロックマンの仲間になったがマグネットマン、シャドーマン共々悪党の自覚はまだ持っている模様。
プリンセス・プライド
声 - 川上とも子
クリームランドの王女。ライカに友好的に接し、熱斗とは久々の再会を喜ぶ。
ナイトマン
声 - 堀川仁
プライドのナビ。彼女の護衛を務めている。右腕に付いた巨大な鉄球を振り回して攻撃する。その強さはシャーロのサーチマンにも認知されている。鉄球を振り回す「ロイヤルレッキングボール」、鉄球を飛ばす「キングダムクラッシャー」、ガレキを降らせる「ブロークンウォール」を使用。

ダーク・ミヤビ
声 - 小野健一
戦国時代から暗躍するミヤビ一族の末裔。報酬次第でどんな依頼でもこなす仕事人。その報酬である金は使うものではなく、いずれ自分が尽くすべき主のために貯めるものだと信念を貫いている。初登場時ではダークロックマンの罠に落ちたロックマンの居場所を熱斗とゆりこに伝え、ロックマンをダークロイドたちから救ったが、実はネオWWWからロックマン抹殺の依頼を受けており、2回目の登場以降では熱斗やロックマンを付け狙う。ディープ・カバゼという同業者がアステロイド・ソードマンを授かり強盗に成り下がったことを見て、カバゼのソードマンと対峙する熱斗を救うべく、ワイリーからシンクロチップを受け取りシャドーマンとクロスフュージョンを果たす。ミヤビがこの行動に出たのは、熱斗が地球を救う存在とワイリーが述べたためである。熱斗のことをいずれは自分が尽くす主になるかもしれないと一瞬感じたらしい。その後マハ一番´の常連に。
シャドーマン
声 - 伊藤健太郎
忍者型ナビ。刀や忍術を操って戦い、どんな任務でも着実に遂行する。『エグゼ』ではゴスペルに雇われていたが『AXESS』でネビュラに雇われた際、サーチマンにデリートされた。今作ではワイリーの手によって復活。ダーク・ミヤビのナビとなる（デリート前のオペレーターは不明）。ダーク・ミヤビを相棒と認めている。アステロイドではないため、以前と同じ人格でロックマンのことは覚えている。後にロックマンの仲間になったがニードルマン、マグネットマン共々悪党の自覚はまだ持っている模様。「カゲブンシン」で敵を惑わせ、「バクエン」や「ムラマサ」で攻撃。

### ネット警察
熱斗とロックマン、炎山とブルース、ライカとサーチマンも属している。
貴船誠心（きふね せいしん）
声 - 中嶋聡彦
ネット警察の警視総監。ネット犯罪が起こったとき、熱斗たちに指示を出す。
真辺鈴（まなべ りん）
声 - 山口由里子
ネット警察に勤める女性。階級は警視。日夜ネット犯罪の調査を行っている。事件の説明をするだけでなく、熱斗たちと共に現場に赴くことも。そしてネットバトルのセンスも抜群で熱斗が彼女をすごいと評したことも。
ハンター
声 - 千葉進歩
アメロッパのネット警察所属の刑事。アメロッパでネット犯罪が起こった際のディメンショナルエリアの展開を担当する。
ラウル
声 - 飛田展男
アメロッパ・ヘブンズシティのダウンタウンを取りまとめている人物。アメロッパを訪れた熱斗と出会い、以来緊急時には助っ人として参戦。元々は警察を嫌っているため、あくまで友である熱斗のために協力をしている。『AXESS』以降は炎山と度々コンビを組むことがあり、潜入捜査時には炎山と共に奇抜なアフロ姿に変装する。ちょんまげのかつらが大好き。
サンダーマン
声 - 中村大樹
ラウルのナビ。雷を操る。ラウルの変装時にはそれに合わせ、謎の覆面ナビ「マスクドサンダー」に変装する。
「サンダーボルト」に加え、新たに指から電撃のビームを放つ「エレキビーム」を使用。プログレスPETにサンダーグリップを装着することで、その電力を何倍にも引き上げることが可能。
岬悟郎（みさき ごろう）
声 - 松本大
ネット警察の刑事。『AXESS』1話にてクロスフュージョンの実験台に選ばれるも失敗。心の奥底にクロスフュージョンへの憧れがあったため、そこをゆりこにつけこまれ、ダーククロスフュージョンの犠牲者となってしまう。回復後はネット警察に復帰、借りを返すがごとくゆりこと幾度となく対峙する。
プリズマン
声 - 小野大輔
岬のナビ。プリズムを使って敵をその中に閉じ込めることができる「ダハプリズム」を使う。また、両肩の突起物は接近戦用の棒や、遠距離戦の銃にもなる。『AXESS』34話では岬共々ダークシンクロチップの犠牲者となってしまったが、今作でダークオーラの影響がなくなり、再び岬のナビに。アステロイドのボンバーマンに対しては圧倒的優位に立って戦闘を行うほどに強力。

### ネオWWW
テスラ・マグネッツ
声 - 根谷美智子
ガウスの娘。エレキ伯爵の姪。年齢は初登場時からしばらくは28歳で、第25話の誕生日で29歳となる。ワガママな一面も目立ち、三十路扱いされるのが嫌いで感情的になることもある（特に第30話で『おばさん』呼ばわりされるほど）。『BEAST』で登場した時点で30歳となっている。両目の下にある泣きボクロが特徴。ガウスの企業を引き継ぎ、ネオWWW総帥となる。さらに、『AXESS』最終話でDr.リーガルが使用したダークシンクロチップおよび4枚のシンクロチップの計5枚の破片をガウスが回収し、これらを復元させて1枚のシンクロチップとして復活させたことから、マグネットマンとのクロスフュージョンを実現させる。ユグドラシル襲撃事件の時に逮捕されそうになるが、ダークロックマンによってネオWWWのビルにワープさせられ幽閉される。脱出後はガウス共々チャーリーの家に居候。その後、ダークロックマンへの復讐のため、自分の犯罪を棚上げしながらも熱斗らに協力し、そのままデューオ決戦にも参戦した。決戦後もチャーリーと付き会っているらしい。エレキ伯爵は叔父であるが、本家WWWであった彼とは父同様に仲が良かったとは言えない。
マグネットマン
声 - 河野智之
ガウスのナビだったがネオWWW設立後、娘のテスラのナビになった（ネオWWW壊滅後、テスラが幽閉された時はガウスが再びオペレート）。『エグゼ』でロックマンにデリートされたが『AXESS』で復活した。磁力を操る。後にロックマンの仲間になったがニードルマン、シャドーマン共々悪党の自覚はまだ持っている模様。
ガウス・マグネッツ
声 - 梅津秀行
ゴスペルの幹部（風吹や速見が1話限りの登場だったこともあり、事実上ゴスペル唯一の人間メンバー）で、テスラの父。テンションが高くなると仮面にドレスというコスチュームに変身し、オカマ口調でヒステリックに喋りだす。ネット警察に逮捕され刑務所へ投獄されるが、ネオWWWの策略によって脱獄（というより誘拐させられる）。以降、ネオWWWでは娘のテスラから召使同然の扱いを受けるが、リーガルとクロスフュージョンした巨大レーザーマンの爆発で飛び散った5枚のシンクロチップの破片を回収し、テスラへの誕生日プレゼントに復元したシンクロチップを託すという大役を担った。ネオWWW壊滅後、ダークロックマンに幽閉されたテスラを救出するために、熱斗を含むクロスフュージョンメンバーに援護を求めた際、テスラの代理に再びマグネットマンをオペレートしたこともある。
エレキ伯爵の兄だが、エレキテル家を出奔しているため兄弟仲はあまり良くない。
犬飼猛雄（いぬかい たけお）
声 - 梁田清之
ネオWWW幹部の一人。ビーストマンのオペレーター。元はIPCが経営しているアニマルファームの職員だったが、動物を乱暴に扱うため、熱斗や炎山からの苦情により解雇された。「馬之介」という名前のライオンを相棒にしている。動物を意のままに操る力を持っている。科学省襲撃事件の時にナルシー・ヒデと共に逮捕されたが、他のメンバー共々ダークロックマンに記憶を消された。その後は姿を消すが、馬之介はジャスミンに引き取られ大事に飼育されている。
ビーストマン
声 - 松本大
犬飼のナビ。獣の姿をしたアステロイド。ダークロイドだった時はダークチップの乱用による最初の犠牲者。科学省に侵入しディメンショナルジェネレーターの破壊行動を行い、最期は力を使い切り犬飼に「後は任せた」と言い残しデリートされた。
砂山ノボル（すなやま ノボル）
声 - 成田剣
ネオWWW幹部の一人。デザートマンのオペレーター。元はDNNのディレクターだった。テンガロンハットを被っている。ユグドラシル襲撃事件の時に西古レイと共に逮捕されたが、他のメンバー共々ダークロックマンに記憶を消された。
デザートマン
声 - 梁田清之
砂山のナビ。砂を操るアステロイド。ネオWWWとの決戦の際CFロールに敗れ、「ラッシュホール」に吸い込まれる寸前に砂山に助けを求めて叫びながらデリートされた。
西古レイ（さいこ レイ）
声 - 檜山修之
ネオWWW幹部の一人。フラッシュマンのオペレーター。元は自動車整備士だった。ユグドラシル襲撃事件の時に砂山と共に逮捕されたが、他のメンバー共々ダークロックマンに記憶を消された。
フラッシュマン
声 - 保村真
西古のナビ。一度はシェードマンにデリートされたが、ネビュラにより復活しロックマンに再度デリートされたダークロイド。今作でアステロイドとして復活する。アステロイドとして復活した時は光を操り相手を催眠状態にする能力も見せた。ネオWWWとの決戦の際CFロックマンにデリートされた。最期まで西古のことを想いながら命を落としており、西古とは絆で結ばれていた模様で西古もフラッシュマンの死に涙していた。
「ネオンライト」「スパークアーム」の他、新たに最終奥義「シャイニングブラウザクラッシャー」を使用。ビーストマンの爪に電撃を纏わせるコンビネーション攻撃「ネオンライトクロー」や、ネオンライトを大量に発射する「ネオンライトシャワー」も使用。
シャインマン
声 - 近藤孝行
スラーからフラッシュマンを与えられる前に西古が所有していたナビ。会社員のような風貌をしている。スラーによって消滅させられる。
ナルシー・ヒデ
声 - 神谷浩史
ネオWWW幹部の一人。ビデオマンのオペレーター。元は映像作家だった。ピンク色が好きな男性。本名は山下日出の助（やました ひでのすけ）だが、本名で呼ばれると怒る。オカマ口調。科学省襲撃事件の時に犬飼と共に逮捕されたが、他のメンバー共々ダークロックマンに記憶を消された。
『BEAST』ではビヨンダードの別存在として登場するが、こちらはある村の支配者かつお尋ね者で首に巻いてあるスカーフの色が緑ではなく赤となっている。
ビデオマン
声 - 西村知道
ナルシーのナビ。ビデオテープを撒きつけたり、敵を録画再生したりと、ビデオ特有の攻撃方法を行うアステロイド。移した相手を分身させて攻撃させるなどさまざまな技を持つが、写し分身の数が多すぎると小さくなり、水に濡れると能力が使えなくなる。CFロックマンのムゲンバルカンにより悲惨な遺言を叫びながらデリートされた。
「ワイドカッター」「ロクガサイセイ」の他、新たにテープラインで敵を覆いつくす「ディメンショナルテープライン」を使用。
『BEAST』ではビヨンダードの別存在として登場するが、こちらは歴としたナルシーのナビで体色は緑ではなく赤と青となっている。
ピンクバニー
声 - 植田佳奈
24話に登場。ナルシーの作品でドレスアップチップ・デザインコンテストで大賞に選ばれた。がナルシーは応募資格が小学生以下限定だったことを知らずに応募してしまった為グランプリを取り消されてしまう。その後、ガブゴン社を逆恨みしたナルシーによってウサミミウイルスと共にガブゴン社に送り込まれた。

### WWW（ワールドスリー）
Dr.ワイリー（ドクター ワイリー）
声 - 長克巳
WWWの首領。WWWやゴスペルを率いて世界に恐怖と混乱を巻き起こそうとしていた。デューオのプローブであるゆりこ、リーガルを幽閉状態にしその力を研究、科学力を発展させWWWを生み出した。以前は平和利用しようと努力した過去がある。また、20年前はアメロッパ軍に所属しており、バレル大佐とは腐れ縁の関係であった。今でもバレル大佐の頼みは断れないようで、カーネルの時空移動を可能にする「時空サーベル」や、パストトンネルへのプラグイン装置、PET-III（プログレスPET）のデータなどの彼の頼みを引き受けた。『Stream』以降（『AXESS』でワイリー本人は未登場）は空き缶を集めるなど浮浪者的隠遁生活を送る一方、クロスフュージョンに必要な空間を生み出す「ディメンショナルジェネレーター」の設計図を科学省に送ったり、デューオの紋章を持つゆりこやダーク・ミヤビ、バレル大佐にシンクロチップを与えるなど、熱斗たちを陰ながらサポートしている面もある。
火野ケンイチ
声 - 小西克幸
通称ヒノケン。WWW幹部の一人だったが、WWW壊滅後には熱斗の良き協力者となる。Maha一番では出前担当。
ファイアマン
声 - 加藤木賢志
ヒノケンのナビ。炎による攻撃を得意とする。フリーズマンにデリートされたが、『AXESS』で復活。
エレキ伯爵（エレキはくしゃく）
声 - 三宅健太
本名ジャック・エレキテル。WWW幹部の一人。独特の喋り方が特徴的。電気が大好きで、事あるごとにエレキギターをかき鳴らす。兄であるガウスの懇願で、熱斗やクロスフュージョンメンバーと共に姪のテスラ救出に協力したこともある。
エレキマン
声 - 鈴木千尋
エレキ伯爵のナビ。『エグゼ』でのゴスペルとの決戦の際マグネットマンと共に死亡したが復活した。電気を使った攻撃を行う。エレキテル家の財産管理を任されている。
色綾まどい（いろあや まどい）
声 - 野田順子
化粧が濃いお姉さん。WWWの幹部の一人。年齢不詳で、周囲からはおばさんとばかり呼ばれる。
カラードマン
声 - うえだゆうじ
まどいのナビ。炎と水を操り、小型の分身に命令したり、下半身のボールを飛ばしても攻撃できる。
マハ・ジャラマ
声 - 園部啓一
WWWの幹部。ヨガとプログラミングとカレー作りの達人で、WWW壊滅後はカレー屋「Maha一番」およびその支店を経営する。
マジックマン
声 - 小西克幸
マハ・ジャラマのナビ。特殊な炎で攻撃する。ウイルスを召喚し操ることもある。

### ネビュラ
Dr.リーガル（ドクター リーガル）
声 - 中多和宏
ダークチップシンジケート・ネビュラの首謀者。ゆりこ同様、15年前の飛行機事故の被害者にして、デューオに選ばれた地球監視用のプローブ。彼に埋め込まれたデューオのテクノロジーを解析する目的で、ゆりこと共にDr.ワイリーの実験に日夜使われていたが、ワイリーの持つ技術の一部やバレル大佐の紋章データを盗んだうえで研究所を脱出しネビュラを結成していた。『AXESS』最終話で熱斗たちに敗れ死亡したと思われていたが、爆発時に反動で裏電脳世界へ飛ばされ電脳生命体として生き延びていたことが劇場版で判明。そのため、47話以降で彼が登場する際には、『AXESS』で使用されたナビのHPをエネルギーに稼働するディメンショナルコンバーターが必要となる。劇場版のネビュラグレイ事件後の第31話以降では、本格的にデューオのオーバーテクノロジーを独占せんと暗躍。シェードマンによりロックマンに植え付けられたダークロイド因子からダークロックマンを始めとするダークロイドを生み出し手駒とし、デューオに選ばれた者の紋章データを次々と回収していく。最終的に一時はその力を手にするが、最終話でデューオに粛清によりミイラのように干からびた死体が映される形で死亡した。
ビヨンダードにも存在しており、こちらは人間とネットナビの新たなる共存を求める善良な科学者だった。
レーザーマン
リーガルのナビ。かつてシェードマンに代わってダークロイドたちの上に君臨し、ダークロイド化したブルースを側近にしたネビュラのナビ（本人曰く「ダークロイドのような低能な存在ではないことだけは確か」とのこと）。ただし『AXESS』とは違って、回想のみの登場で今作では出番はなし。
大園ゆりこ、ニードルマン
上述のクロスフュージョンメンバーを参照。今作では熱斗たちの味方である。

### アステロイド、ダークロイド
かつて熱斗とロックマンたちが倒したWWWやゴスペルなどの犯罪ネットナビやダークロイドが、デリートされたわずかなデータをスラーが再構成したことにより復活した。ディメンショナルチップを使うことにより、ディメンショナルエリアがなくても現実世界で実体化が可能で、その影響により実体化したダークロイドの身長は人間ぐらいだったもののアステロイドの場合は身長3メートル位となっていることもある。
ビーストマン
デザートマン
フラッシュマン
ビデオマン
以上の4体はネオWWWの節を参照。
プラントマン
声 - 吉野裕行
植物を操るアステロイド。野菜嫌いのまめ男のナビとしてスラーに授けられ、給食センターやニホン中の野菜を排除していったが、それによりまめ男が世界の食事情が大混乱に陥ることに慄いてしまう。まめ男の命令に尽くしてきた彼はそんなまめ男を見限り、ディメンショナルチップにより実体化し暴走。CFロックマンとCFブルースにデリートされた。また、シェードマンによるタイムパラドックスが行われた際にはダークロイドとして大量に出現している。
ストーンマン
声 - 石川ひろあき
ワイリーが作った自律型ナビ。大量の岩を操る。『エグゼ』にてロックマンヒートガッツによって倒されたが、アステロイドとして石化能力を得て蘇り、葉月ユイのナビとして授けられた。しかし、仕事に追われるユイに完全無視され、慌てふためいたあげく勝手に暴走する。CFロックマンにデリートされた。
コールドマン
声 - 川田紳司
氷と冷気を操るアステロイド。「ヒュ〜」が口癖。研究者として名を遺したいと望むイワン・コオリスキーのナビになる。スラーの言う通り、イワンの良き理解者のような形となっていた。イワンの「イワン式圧縮法」を自身の冷凍能力で完成させるが、世間にその技術を知らしめるために一般のナビを通り魔のように圧縮する事件を起こしてしまう。イワンを守るためディメンショナルチップにより実体化するが、CFブルースとラウルの手によりデリートされる。
グラビティマン
声 - 下山吉光
重力を操るアステロイド。その力で空間を捻じ曲げ、ロックバスターなどの弾道を逸らす。機械的な言葉遣いで話す。逃走中に真辺にデータの入ったパソコンを奪われ苦悩している中、スラーにより犯罪者マックとハリーの兄弟に授けられた。ハリーのボケに乗ってマックに突っ込みを入れられるコミカルな一面もある。真辺の体重計を操作し死へ陥れるという計画をする。海底調査の潜水艇を重力操作で空へ浮かべ飛行させる脅威的能力を見せ付け、ロックマンにダメージを負わされ暴走、ディメンショナルチップにより実体化し現実世界で潜水艇を破壊しようとするもCFロックマンと真辺の連携に追い詰められ再び電脳世界へ逃亡するが、突如出現したカーネルによりデリートされた。この時、カーネルには重力攻撃は全く通用しなかった。
ヤマトマン
声 - 山口太郎
鎧の姿をしたアステロイド。博物館、美術館から刀や槍が盗まれるという連続発生事件の犯人。ひたすら強さを求めていたイリヤにアステロイドとして授けられた。『AXESS』以前には未登場。武器は使ってこそ輝き、戦いは相手の息の根を止めてこそ勝利となるという精神を持ち、イリヤの思想とズレが生じたことからイリヤを見限り暴走を始める。CFロックマンとCFサーチマンにデリートされた。
槍での連続攻撃「サウザンドスピア」、槍を回転させてバスター系や突進してきた相手を弾く「スピニングリフレクト」を主に使用。イリヤが収集した武器を強化変形させることで、弓矢や薙刀といった武士の武器も使用する。
ナパームマン
クロスフュージョンメンバーの節を参照。
ボンバーマン
声 - 宇垣秀成
ワイリーが作った自律型ナビ。体に付いている爆弾を使って攻撃する。『エグゼ』にてロックマンヒートガッツに倒されたが、スラーにより銀行の金を横領して証拠隠滅を目論む銀行マンにアステロイドとして授けられた。証拠隠滅のための手口は、銀行内のサイバーワールドに侵入しデータ消去に伴い現実世界の端末も爆破していくというものだった。任務中に岬刑事とプリズマンに追い詰められるがディメンショナルチップにより実体化し、岬に手を下そうとするがCFニードルマンに阻まれ、CFロックマンにデリートされた。
エアーマン
声 - 千葉進歩
「ホアー!」という叫び声が特徴。かつてはゴスペルの風吹のナビだったがアステロイドとして蘇り、クリームランドのコード将軍のナビとして授けられる。将軍はアステロイド技術がクリームランドの戦力発展、果てにはクロスフュージョン無しでアステロイドと戦えるほどであるとし、エアーマンを大量に量産していた。本体はCFサーチマン、量産型はナイトマンにデリートされた。
ブライトマン
声 - 小西克幸
光を操るアステロイド。自身を天才としている。自動車強盗に失敗し自身の愛人であるメリーを人質に取られ、人質解放の交換条件として「5日で車100台」を要求され苦悩するケンに授けられた。オートパイロットシステムをハッキングし、車をブローカーの待つ取引場所まで自動運転させた。ケンが熱斗と名人たちに追いつめられた際、ケンを助けるためにディメンショナルチップにより実体化、CFロックマンにデリートされた。
ドリルマン
声 - 加藤木賢志
全身をドリルに変形しての突進攻撃を行う。『エグゼ』でブルースにデリートされたナビだが、旧式の特殊なアクセス方法で金庫破りを行うラットとそのナビが炎山とブルースに追い詰められたその時、出現したスラーが彼のナビをアステロイドとして変換する形で授けられた。電脳空間の壁を突き破るパワーを持ち、ラットが求める「どんなロックも解除する魔法のプログラム」の一部を回収していった。最後のプログラムがある場所でブルースとサンダーマンに待ち伏せされ、ディメンショナルチップにより実体化するもCFブルースにデリートされる寸前に電脳世界へ逃亡するが、待ち構えていたサンダーマンによりデリートされる。『AXESS』ではダークロイドとして登場していなかったが、シェードマンによるタイムパラドックスが行われた際にはダークロイドとして大量に出現している。
ボウルマン
ボウリングの球とピンによる攻撃を行うアステロイド。今作では物語終盤のアステロイド侵攻の時に登場。また、シェードマンによるタイムパラドックスが行われた際にはダークロイドとして大量に出現している。
バーナーマン
火を操るアステロイド。今作では物語終盤のアステロイド侵攻の時に登場。また、シェードマンによるタイムパラドックスが行われた際にはダークロイドとして大量に出現している。
スパークマン
電気を操るアステロイド。今作では物語終盤のアステロイド侵攻の時に登場。また、シェードマンによるタイムパラドックスが行われた際にはダークロイドとして大量に出現している。
スターマン
声 - 氷青
流星と隕石を操るアステロイド。スラーにより、星を使った恋占いで世間を驚かせたいと望む安藤ロメダのナビとして授けられる。憧れの占い師から与えられた今年下半期の大事件というテーマに悩むロメダの願いを叶えるため、宇宙から超巨大隕石の大群を落下させ、秋原町を壊滅的な大打撃に陥れようとしてしまう。CFロックマンとCFロールによりデリートされた。
ソードマン
声 - （赤）稲田徹、（青）桐井大介、（黄）最上嗣生
剣の形をしたアステロイド。3本の剣が刺さっておりそれぞれが人格を持つが、個別に動き回ったり武器になることもある。仕事人稼業の効率の悪さから銀行強盗に成り下がったカバセのナビとなり、各地で銀行をの壁を切り裂き金を盗んでいくという大胆な強盗行為を行う。CFロックマンとCFトマホークマンをカバセの火遁トラップと連携して追い込むが、同じ仕事人のミヤビがシャドーマンとクロスフュージョンしたムラマサブレードによりデリートされた。また、シェードマンによるタイムパラドックスが行われた際にはダークロイドとして大量に出現している。
バブルマン
声 - 芝原チヤコ
泡を操るダークロイド。語尾に「プク」をつける。ダークチップを使わなかったため、結果ネビュラに寝返らずシェードマンに最後まで付き従った。シェードマンを尊敬しており、ダークロイド最後の生き残りとなってからはその遺志を継ぎ、世界をダークロイドの支配下に置くため一人細々と活動する。同じ水属性のアクアマンとアイスマンとは友達同士で、仲がいい。シェードマンによるタイムパラドックスが行われた際には、バブルマンの子孫となるバブルマン8472号がダークロイド軍団を率いて世界を統一するが、ロックマンが20年前の世界で歴史を改変したことにより、ほかのダークロイドもろとも消滅した。同じく20年前の世界に残されたほうのバブルマンは生死不明のまま登場しなくなる。その理由は『BEAST』第1話で明らかとなる。
シェードマン
声 - 中村秀利
吸血鬼型ダークロイド。蝙蝠のような超音波による攻撃をする。ダークロイドのリーダー的存在で、人間を滅ぼすためリーガルと共謀するも、ダークチップを餌に仲間たちが次々とネビュラに寝返ったことで失墜、最終的にCFレーザーマンに倒される。しかし、寸前でパストトンネルを通過していたことで、デリート寸前の瀕死の状態で生き延びていた。ネオWWWが再利用したネビュラのダークチップ製造工場に侵入し、サイバーワールド内のダークオーラを吸収して体力を回復、失った両腕をアステロイドのビーストマンとフラッシュマンから片腕ずつ奪って装着する。20年前の電脳世界で全てのナビをダークロイド化すべく自らのダークロイド因子を引き抜き、ミサイルに搭載していた。シェードマンとこのミサイルはロックマンにデリートされるが、その直前にロックマンに植え込んだダークロイド因子が、ダークロックマンを誕生させた。
破壊超音波「クラッシュノイズ」の他、巨大腕「シェードハンド」、無数のコウモリで敵を襲う「レッドウィング」を新たに披露。
スネークマン
『エグゼ』で登場しており、『AXESS』ではダークロイドとして登場していなかったが、シェードマンによるタイムパラドックスが行われた際にはダークロイドとして大量に出現している。
カットマン
『エグゼ』で登場しており、『AXESS』ではダークロイドとして登場していなかったが、シェードマンによるタイムパラドックスが行われた際にはダークロイドとして大量に出現している。
ダークロックマン
声 - 木村亜希子
シェードマンのダークロイド因子を持ったロックマンの写し身。ロックマンとは正反対の残忍、冷酷、冷徹な性格。熱斗との戦闘パターンを熟知。ロックマンの生まれ変わりでありながら熱斗も絆も持っていない自分の存在価値を見出そうとパストトンネルで、30年前の過去に行き最強のナビになろうとしたが、スラーにダメージを与えられデリート寸前に追い込まれる。最後の手段としてスラーを足止めして自ら消滅を図り、ロックマンたちを現在の世界へ逃がしたが、肉体は消え粒子となってロックマンの中に入っていった。
「ロックバスター」「チャージショット」はオリジナルのロックマンと同等だが、バトルチップを自在に使用可能で、プログラムアドバンス「ギガキャノン」や、ダークチップ「ダークドリル」「ダークワイド」「ダークメテオ」なども使用。
ブリザードマン
声 - 陶山章央
雪だるまのような姿をしたダークロイド。暑い気候や熱いものを嫌う。雪や氷を操る。CFロックマンにデリートされた。
雪玉を転がす「スノーローリング」、自身の体当たり「ブリザードローリング」を使用。
クラウドマン
声 - 志村知幸
雲のような姿をしたダークロイド。雷を操る。CFナパームマンとCFトマホークマンにデリートされた。
雷雲を大量発生させる「メニークラウド」、雷雲からの電撃「ゴロサンダー」、雷雲による竜巻「エレキストーム」などを使用。
スワローマン
声 - 谷山紀章
鳥人系のダークロイド。CFロールやCFメディとCFシャドーマンにデリートされた。なお、ゲーム版ではダークロイドと関係なく、善人ナビである。
燕型ミサイル「スワローカッター」、旋回攻撃「スワロードライブ」、上空から飛び込む「エアーダイブ」を使用。
コスモマン
声 - 田中総一郎
宇宙系のダークロイド。上記の3体と同様リーガルが新たに誕生させたダークロイドの1体で、ダークロックマンの配下に仕えていた。CFマグネットマンにデリートされたが、4体ともアステロイドとして蘇ることはなかった。
小惑星を放つ「コスモバスター」、光るリングをぶつける「コスモリング」、空に穴を空け隕石を降らせる「コスモゲート」「コスモプラネット」を使用。

### 自立型ネットナビ
ダークロイド、アステロイド以外の自立型ネットナビ。
フォルテ
声 - 根本圭子
強さだけを求める自律型ナビ。ファラオマンから流出した"究極プログラム"が自己再生し、ネットワーク上でナビとして形成された存在。『エグゼ』で機能停止したロボットであるゴスペル首領のボディを使うことで、現実世界での活動や、電脳世界へのプラグインも可能。地球に接近するデューオの危機にはいち早く気づいており、デューオを倒すためにロックマンとブルースの究極プログラムを求めて襲撃、デューオの彗星へアクセスをするために宇宙センターへ侵入する。ハイパールートで彗星に向かう途中に出現したスラーには完敗し裏電脳世界に落とされるが、ネビュラグレイ事件後に力を蓄え脱出、最終話直前でパストトンネル内でスラーと再び対峙。圧倒的な力でスラーにリベンジを果たした後、どこかへと去る。『BEAST』以降は一度も登場していない。
上空からの弾丸「シューティングバスター」、光球を飛ばす「エアバースト」、相手に拳の衝撃波をぶつける「アースブレイカー」、闇の剣「ダークアームブレード」、極太レーザー「ダークネスオーバーロード」を使用。
「ヘルズローリング」は地を這う巨大なオブジェにも、数発連射可能な小型オブジェにもなる。「ダークアームブレード」は、第2話と劇場版以降では形状が異なる。
スラー
声 - 渡辺明乃
デューオの代弁者である自律型ナビで、デューオを偉大な存在とし崇拝している。その力はフォルテすら凌駕し、ソウルユニゾンしたロックマンを圧倒、3体のナビのプログラムアドバンスが直撃しても無傷であるほど。ワイヤーを使い相手を縛る、電撃を与える、光の剣を作り出すなどが可能で、エネルギー弾を連射したり、結界を作り出して相手を弾き飛ばすことも可能。最終話にて、裏電脳世界で大量のバグを取り込んだフォルテとパストトンネル内で対峙し、その圧倒的なパワーによりほぼ一方的にデリートされた。
デューオ
声 - 乃村健次
今作のキーパーソン。遠い星で生み出された地球外ネットナビで、地球の技術を遥かに凌駕するテクノロジーを有する「デューオの彗星」と呼ばれる人工的な偽装彗星に身を隠しながら、宇宙に害をもたらす危険な星を探査監査する。そのテクノロジーはリーガルも求めるほどで、30年前の地球にデューオの彗星を打ち込むなど、時空間を超越する（=パストトンネルを作り出す）ことも可能。しかしその一方で、人間のような愛や優しさといった感情は組み込まれておらず、自分が生まれた星をも抹殺している。『AXESS』終盤でその存在が始めて言及され、15年前の飛行機事故の際に地球へ訪れ、人類が危険な存在であると一時的に察知し、地球を監視する目的で事故の犠牲者であったDr.リーガルと大園ゆりこの2名をプローブに選び、驚異的な再生力を与えた。『エグゼ』や『AXESS』などでDr.ワイリーやゴスペル、Dr.リーガルを始めとする様々な人間が悪事をはたらき地球を危機に陥れたことを見たことで、今作で再び地球に接近し地球抹殺の審判を下す。しかし、人間とネットナビの融合であるクロスフュージョンに興味を持ったことで、地球を抹殺するか否かを見極めるため、デューオの試練を人類に課す。それは、人間の悪意をエネルギーに変換し30年前のデューオの彗星を起動させるアステロイドの脅威に立ち向かい、デューオが無作為に選んだ13名のデューオの紋章を以て、彗星が完全に起動し地球抹殺の審判を下す前にデューオの彗星に辿り着くことだった。最終話ではアステロイドの集めたエネルギーにより30年前の彗星が起動し、ネットワーク文明が築かれ始めた地球とその未来の地球が一度完全に消滅するが、バレル大佐とカーネルとの融合により人間の感情を理解したことから地球が再構築され、人類に課せられたデューオの試練に打ち勝つことができた。アニメシリーズの中では唯一、デリートされることがなかった特殊な存在である。
顔型レーザー「アンガーインパクト」の1撃で全てのクロスフュージョンメンバーを戦闘不能にするほどに強力。

### その他
ラッシュ
声 - 木村亜希子
光博士が作った電脳犬。『エグゼ』24話にてメイルに与えられ、以降桜井家に住んでいる。電脳空間に穴を開け、そこからウイルスを召喚して戦わせることができる。偶然から現実世界と電脳世界を自由に行き来できる能力を得ており、『AXESS』ではフォルテの助言によりシェードマンに目をつけられ科学省のバトルチップ開発システムにて、ナビを実体化させるラッシュシンクロチップに変換させられた。今作ではこの経緯から、名人からラッシュシンクロチップに自動変換する機能を与えられ、メイルのクロスフュージョンをサポートするようになる。ただ、クロスフュージョン時のダメージはある程度ラッシュにも響くようで、ラッシュシンクロチップ化の時には毎回躊躇している。
城戸舟子（きど しゅうこ）
声 - 能登麻美子
自分を不幸だと思い込んでいる少女。日暮の説得で立ち直った後はヒグレヤのアルバイトになる。双子の弟たちと暮らす。
アクアマン
声 - 千葉千恵巳
舟子のナビ。語尾に「ぴゅ」をつけるのが特徴。性格が幼く、一度泣き出すとその涙で電脳世界が水没してしまう。同じ水属性のアイスマンとバブルマンとは友達同士で、仲がいい。
まめ男（まめお）
声 - くまいもとこ
野菜嫌いの少年。プラントマンのオペレーター。プラントマンを使って学校給食だけでなくニホン中から全ての野菜が消えだしてしまう。後に熱斗と炎山に助けられ、野菜も好きになった。
葉月ユイ（はづき ユイ）
声 - 加藤奈々絵
ストーンマンのオペレーター。職業はOL。異常なほどのおっちょこちょいで、務めている会社では失敗を重ねたり、会社に向かう途中も毎日駅前で転ぶ。ストーンマンに触れるものを全て石化する能力を授けられたものの、ストーンマンが来た当日遅刻しそうで急いでいて彼の存在に気が付いていなかったり、人々が石化した際もストーンマンがそうすると話していたのを聞いていなかったからと、特に悪意があるわけではなかった。
緑川ケロ（みどりかわ ケロ）
声 - 中川亜紀子
デンサンニュースネットワーク（DNN）のニュースキャスター。N1グランプリなどで司会および試合の実況も務める。
トードマン
ケロのナビ。名前の通りカエルの姿をしている。ただし、ED映像のみの登場で今作では出番はなし。
イワン・コオリスキー
声 - 鈴木勝美
データ圧縮技術を研究する科学者。コールドマンのオペレーター。自分の研究成果を認めてもらうため、コールドマンを使ったネット犯罪に手を伸ばしてしまった。
マック
声 - 坂口哲夫
ネット警察の真辺鈴によって追われる身になったハッカー犯罪者。グラビティマンのオペレーター。グラビティマンを使って真辺の体重計を操作し過度なダイエットを続けさせ命を落とそうと企むが、潜水艇内でのグラビティマンの暴走により自分たちも危機に巻き込まれる。弟のハリーと組んでおり、自分たちを天才ハッカー兄弟と自称し「マクハリブラザーズ」としている。
ハリー
声 - 長嶝高士
ネット警察の真辺鈴によって追われる身になった犯罪者で、マックの弟。肥満体型でボケが多く、よくマックにツッコミを入れられる。
イリヤ
声 - 子安武人
シャーロのフェンシングにおいて「無敗のイリヤ」とされるほどのトップ実力者で、実力を競っていたライカとは友人関係。フェンシングの大会でシャーロ代表としてニホンへやってきたのだが、その目的は「自分の強さを証明するために優れた武器を持ち使いこなす」ため、ニホンに展示されている伝統的な武器を収集することだった。ニホンへ来訪する前に、ひたすら強さを求めていたところでスラーからアステロイドのヤマトマンを授かっている。ニホンではイリヤのフェンシングの大会の中でディメンショナルチップによりヤマトマンを実体化させヤマトマンが博物館などを襲撃、武器をシャーロのイリヤの自宅へ転送するという手口を取っていた。しかし、「戦いに勝つ強さと人を傷つけることは違う」という考えがあり、「戦って相手の息の根を止める」考えのヤマトマンと思想にズレが生じ、ヤマトマンに見限られてしまうが、己の間違いに気づき改心する。
土門凱（どもん がい）
声 - 野島健児
ネットナビを使って爆破事件を起こした犯罪者。スラーによりアステロイドのナパームマンを授けられるが、逃走中にPETを損傷してナパームマンと離れ離れになる。燃次の下でナパームマンの心が変わり始めていることを見ると、非情にもディメンショナルチップを転送し暴れさせる。燃次とナパームマンの間に生まれた絆により爆破計画が妨害され、最終的に逮捕された。
カルダモン
声 - 麦人
伝説の薬剤師。ジャスミンの祖父である。彼が「超能力」と言ってみせるのは大抵監視カメラや手品を使っているのだが、予知能力は本物で、紋章を持つ人間にしか見えないデューオの彗星さえも見えているような描写がなされている。薬剤だけでなく、プログラミングにも詳しいので、「ネット仙人」と呼ばれている。
ラット
声 - 田中一成
アメロッパで金庫破りをはたらく男。アクセス元など侵入経路を特定されないよう、複数の回線を経由する旧式の特殊なアクセス方法で「どんなロックも解除する魔法のプログラム」を求めて電脳世界各地へナビを送り込んでいた。炎山とブルースに追い詰められた際、スラーが出現し彼のナビをアステロイド・ドリルマンに変化させられ、ドリルマンを使い残りのプログラムの一部の回収をしていった。元囚人であり、出所前にラットは同じ刑務所で服役していたジャッカスという元金庫破りから、アクセス方法とプログラムについて話を聞き出していた。
ジャッカス
声 - 江川大輔
20年前、アメロッパで金庫破りをはたらいていた男。「どんなロックも解除する魔法のプログラム」と、ラットと同じ特殊なアクセス方法で銀行や公的機関の電子マネーが保管されている金庫に侵入していた。被害総額が100億ゼニーを超えるほどで、当時のアメロッパを震撼させた。サイバーワールド全ての電子マネーを自分のものにできると過信していた彼は偶然にもアメロッパ軍の機密データに手を出すが、バレル大佐とカーネルの手により阻止される。同時に居場所を突き止められ、ハンター刑事の父と思われる警部に逮捕され、ロック解除プログラムは3つに分離されサイバーワールドの奥深くに封印された。刑務所に服役している中、新たに入ってきた囚人のラットはこのアクセス方法とプログラムについて強い興味を持っていたという。この話は29話でモノクロ基調に近い感じで描写されたが、シェードマンのタイムパラドックスを防ぐためにロックマンが20年前の電脳世界へ飛び立った32話でカラー基調による描写がされ、この事件の直後にロックマンとバレル大佐が出会っている。
伊集院秀石
声 - 田中総一郎
炎山の父親。32話の過去編にのみ登場。
シャンカ
声 - 中村千絵
ディンゴの幼馴染の女の子。村一番のトマホーク使いを決める大会では、ディンゴが勝ちを譲った相手。盗んだ素材を使って燻製を作ろうとするネオWWWのメンバーからトーテムさまを取り戻すために熱斗やディンゴと共に戦った。
アネッタ
声 - 釘宮理恵
いつも元気で明るい少女。『AXESS』ではネビュラの手先で、自分と友達だったナビ・シルクをデリートした炎山とブルースに復讐するために近づく。事件解決後は炎山が大好きになる。数十桁の数字を一瞬で記憶するという特技を持つ。また彼女のつくる料理は、見た目は凄まじいが味はマトモ。同じく炎山が好きであるやいとをライバル視していたり、メイルにも熱斗に対する恋のライバルであるジャスミンが現れたことを知りメイルを励ます描写もうかがえる。38話で1回炎山のアフロスタイルで登場したこともある。
安藤ロメダ（あんどう ロメダ）
声 - 高橋美佳子
有名な占い師。スターマンのオペレーター。「カズコ」に憧れていた。
ディープ・カバセ
声 - 津田健次郎
ミヤビと同じく金を集める仕事人だったが、中々金が集まらないことに痺れを切らし銀行強盗に成り下がった。金が欲しいという欲望にまみれていたところで、スラーによりアステロイド・ソードマンを授けられる。スラーに「なぜそんなにお金が欲しいのか」と問われた際には「一生贅沢し遊んで使うため」と述べており、仕事人稼業の誇りは完全になくなっている。元忍者であり、爆弾を使った火遁の術を得意とする。熱斗とディンゴが戦った場所にも多くの爆弾トラップを仕掛けており、ソードマンの攻撃と共にクロスフュージョン体の二人を苦しめた。

## クロスフュージョン
前作『AXESS』から引き続き登場するアニメオリジナルの設定。略称はCF。
本作『Stream』では新たに11枚のシンクロチップが登場する。デューオの試練へ立ち向かうために科学省でシンクロチップの開発が再び始まり、17話にライカへ、41話でチャーリーへ、42話でプライド、ディンゴ、ジャスミン、燃次へ、計6枚が与えられた。テスラには『AXESS』最終話でCFレーザーマンの爆発から散ったシンクロチップ5枚の破片から再現されたものがガウスから与えられた。また、メイルには科学省特製のラッシュシンクロチップが与えられ、さらにDr.ワイリーも陰ながら、デューオの紋章を持つゆりこ、ミヤビ、バレル大佐の3名に特製シンクロチップを渡している。
本作の作中に限っては、クロスフュージョンメンバーに選ばれている者がクロスフュージョンしている。『AXESS』からクロスフュージョンしているCFロックマン（熱斗）とCFブルース（炎山）はデザインが変更されている（特に前者はボディカラー・ナビマーク・髪型以外はほとんど様変わりしている）。

## ソウルユニゾン
『AXESS』時に発現した能力（ジャイロソウル以外）。ロックマンが他のナビと共鳴することによって、その力を取り込んで変身する。変身すると共鳴したナビを模した姿になる。ソウルユニゾンチップでいつでもできるが、クロスフュージョン状態でソウルユニゾンすると熱斗に負担がかかる。作中に出てきたソウルは以下の通り。
- ガッツソウル
- アクアソウル
- ファイアソウル
- ナンバーソウル
- ロールソウル
- メタルソウル
- ウインドソウル
- ウッドソウル
- サンダーソウル
- サーチソウル
- ジャンクソウル
- ブルースソウル
- ジャイロソウル

※マグネット、ナイト、シャドー、ナパーム、トマホーク、メディ、トード、カーネルソウルは未登場。各ソウルの解説はロックマンエグゼ4、ロックマンエグゼ5を参照。

## 用語
デューオの紋章
デューオに選ばれた者の手に浮かび上がる紋章で、全部で13個。紋章が覚醒した人間は「デューオの彗星」が見えるようになる。また、紋章のデータはパズルのようになっており、全て合わせるとデューオの彗星のコントロール権を得られる。
ディメンショナルチップ
アステロイドを現実世界で実体化するために使うチップ。スラーがアステロイドを与えると同時にオペレーターに渡す。主に追い詰められたアステロイドが最後の手段としてオペレーターに使わせるが、使用制限は無く実体化が必要な場面で何回も使用することがある他、使用後もデリートされる前に電脳世界に逃亡すれば生き延びることも可能。

## スタッフ
- 原作 - CAPCOM
- 連載 - コロコロコミック 学年別学習雑誌 -小学館-
- 原案協力 - 西巻篤秀、黒澤真
- 監督 - 加戸誉夫
- シリーズ構成 - 荒木憲一
- キャラクターデザイン - 石原満
- プロップデザイン - 渡辺浩二、加藤雅之
- 美術監督 - 三宅久仁子
- 撮影監督 - 広瀬勝利
- 色彩設計 - 伴夏代
- 演出チーフ - 長澤剛
- 音楽 - 鳴瀬シュウヘイ、五十嵐“IGAO”淳一
- 音響監督 - 明田川仁
- 音楽制作 - テレビ東京ミュージック
- 編集 - 辺見俊夫

- 背景 - プロダクション・アイ
- 3DCGテクニカルディレクター - 日下大輔
- 録音 - 木澤秀昭
- 録音制作 - HALF H・P STUDIO
- 音響制作担当 - 伊藤功
- 制作デスク - 上野剛仁
- 文芸 - 丸川直子
- 設定制作 - 松村ゆかり
- スーパーバイザー - 佐上靖之、由井卓也、中沢利洋、稲船敬二
- 音響プロデューサー - 南沢道義、西名武
- 音楽プロデューサー - 田中統英
- アニメーションプロデューサー - 千野孝敏
- プロデューサー - 紅谷佳和、宮澤秀典
- アニメーション制作 - XEBEC
- 製作 - テレビ東京、小学館プロダクション

## 主題歌
エンディングテーマ2を除きテイチクエンタテインメント内のインペリアルレコードより発売。2007年3月にアニメの主題歌を集めた「ロックマンエグゼシリーズ ボーカル・アルバム」がソニー・ミュージックエンタテインメントより発売された。
オープニングテーマ「Be Somewhere」
作詞 - 新藤晴一 / 作曲・編曲 - 本間昭光 / 歌 - Buzy
後に『ロックマンエグゼ5DS ツインリーダーズ』のオープニングテーマとしても採用。
前期エンディングテーマ「ドゥビドゥワ コミュニケーション」 （2004年10月 - 2005年3月）
作詞・作曲 - babamania / 編曲 - babamania&佐藤洋介 / 歌 - babamania
後期エンディングテーマ「光とどく場所〜友情のしるし」（2005年4月-2005年9月）
作詞・作曲・編曲 - Nao / 歌 - 光熱斗&ロックマン（比嘉久美子&木村亜希子）

## 各話リスト
| 話数 | サブタイトル                        | 脚本           | 絵コンテ     | 演出     | 作画監督      | 放送日         |
| ---- | ----------------------------------- | -------------- | ------------ | -------- | ------------- | -------------- |
| 1    | デューオ                            | 荒木憲一       | 加戸誉夫     | 片貝慎   | 高橋晃        | 2004年 10月2日 |
| 2    | 地球抹殺                            | 荒木憲一       | 筑紫大介     | 筑紫大介 | 足立慎吾      | 10月9日        |
| 3    | アステロイドの脅威                  | 関島眞頼       | どじゃがげん | 日下直義 | 池上太郎      | 10月16日       |
| 4    | サラダ記念日!?                      | あみやまさはる | 太田雅彦     | 孫承希   | 高橋晃        | 10月23日       |
| 5    | 空飛ぶナンパ野郎!                   | 山田健一       | 鈴木吉男     | 井上修   | 日高真由美    | 10月30日       |
| 6    | ストーンパニック!                   | 久保田雅史     | どじゃがげん | 日下直義 | 池上太郎      | 11月6日        |
| 7    | ナビカーレース!                     | 千葉克彦       | 大槻敦史     | 大槻敦史 | 宋承澤 崔富京 | 11月13日       |
| 8    | カーネル参上!                       | 荒木憲一       | 二瓶勇一     | 片貝慎   | 足立慎吾      | 11月20日       |
| 9    | 復活! ネオWWW（ワールドスリー）     | 関島眞頼       | どじゃがげん | 日下直義 | 池上太郎      | 11月27日       |
| 10   | ラブソディインピンク                | 丸川直子       | 浦田保則     | 筑紫大介 | 高橋晃        | 12月4日        |
| 11   | コンクリートジャングル              | あみやまさはる | どじゃがげん | 日下直義 | 池上太郎      | 12月11日       |
| 12   | ジャワイカレーとトマホーク          | 山田健一       | 開木菜織     | 井上修   | 日高真由美    | 12月18日       |
| 13   | ジャスミン                          | 久保田雅史     | 長澤剛       | 長澤剛   | 宋承澤 崔富京 | 12月25日       |
| 14   | バブルGoGoGo!                       | 千葉克彦       | どじゃがげん | 日下直義 | 池上太郎      | 2005年 1月8日  |
| 15   | 氷の発明で…コフ!?                   | あみやまさはる | 浦田保則     | 浦田保則 | 高橋晃        | 1月15日        |
| 16   | 恐怖の重力（グラビティ）ダイエット! | 関島眞頼       | どじゃがげん | 日下直義 | 池上太郎      | 1月22日        |
| 17   | ダークチップ再び                    | 山田健一       | 筑紫大介     | 筑紫大介 | 崔富京        | 1月29日        |
| 18   | 剣とサムライ                        | 丸川直子       | どじゃがげん | 日下直義 | 池上太郎      | 2月5日         |
| 19   | 幸せを運ぶ爆発                      | 久保田雅史     | どじゃがげん | 日下直義 | 池上太郎      | 2月12日        |
| 20   | 嵐のバカンス                        | 千葉克彦       | 鈴木吉男     | 井上修   | 日高真由美    | 2月19日        |
| 21   | ドクターワイリーの娘                | 荒木憲一       | 二瓶勇一     | 浦田保則 | 高橋晃        | 2月26日        |
| 22   | デカオ、カレーなる転身              | あみやまさはる | どじゃがげん | 日下直義 | 池上太郎      | 3月5日         |
| 23   | ニーハオ! ネット仙人                | 関島眞頼       | 長澤剛       | 長澤剛   | 相坂直紀      | 3月12日        |
| 24   | ナルシー脱退                        | 久保田雅史     | どじゃがげん | 日下直義 | 池上太郎      | 3月19日        |
| 25   | 戦慄のバースディプレゼント          | 関島眞頼       | どじゃがげん | 日下直義 | 池上太郎      | 3月26日        |
| 26   | 氷のアステロイド城                  | 荒木憲一       | 浦田保則     | 浦田保則 | 高橋晃        | 4月2日         |
| 27   | ルートさん危機一髪!                 | あみやまさはる | どじゃがげん | 日下直義 | 池上太郎      | 4月9日         |
| 28   | ピンクパンチメイル                  | 千葉克彦       | どじゃがげん | 日下直義 | 池上太郎      | 4月16日        |
| 29   | 金庫破りの男                        | 丸川直子       | 鈴木吉男     | 井上修   | 日高真由美    | 4月23日        |
| 30   | テスラ・複雑な乙女心                | 久保田雅史     | どじゃがげん | 日下直義 | 清水泰夫      | 4月30日        |
| 31   | シェードマン逆襲                    | 荒木憲一       | 長澤剛       | 長澤剛   | 高橋晃        | 5月7日         |
| 32   | 時空戦争                            | 荒木憲一       | どじゃがげん | 日下直義 | 清水泰夫      | 5月14日        |
| 33   | トマホークの誓い                    | 山田健一       | どじゃがげん | 日下直義 | 清水泰夫      | 5月21日        |
| 34   | 星に願いを…                         | あみやまさはる | 浦田保則     | 浦田保則 | 高橋晃        | 5月28日        |
| 35   | クィーンファイト!                   | 千葉克彦       | どじゃがげん | 日下直義 | 清水泰夫      | 6月4日         |
| 36   | もう一人のロックマン                | 関島眞頼       | どじゃがげん | 日下直義 | 清水泰夫      | 6月11日        |
| 37   | デコにささげる花火                  | 関島眞頼       | 鈴木吉男     | 井上修   | 日高真由美    | 6月18日        |
| 38   | 恋の流星占い                        | 千葉克彦       | どじゃがげん | 日下直義 | 清水泰夫      | 6月25日        |
| 39   | クロスフュージョン不能?             | あみやまさはる | 長澤剛       | 長澤剛   | 高橋晃        | 7月2日         |
| 40   | ネオWWW壊滅                         | 久保田雅史     | 太田雅彦     | 浦田保則 | 石原満        | 7月9日         |
| 41   | 極秘指令CF                          | 荒木憲一       | どじゃがげん | 日下直義 | 清水泰夫      | 7月16日        |
| 42   | デューオの彗星（ほし）の下に        | 荒木憲一       | どじゃがげん | 日下直義 | 清水泰夫      | 7月23日        |
| 43   | 仕事人ミヤビ                        | 関島眞頼       | 二瓶勇一     | 長澤剛   | 高橋晃        | 7月30日        |
| 44   | 夏だ! 海だ! 合宿だ!                 | 山田健一       | どじゃがげん | 日下直義 | 清水泰夫      | 8月6日         |
| 45   | 星の記憶                            | 加戸誉夫       | 浦田保則     | 浦田保則 | 相坂直紀      | 8月13日        |
| 46   | ねらわれた紋章                      | 丸川直子       | どじゃがげん | 日下直義 | 清水泰夫      | 8月20日        |
| 47   | なんでおまえがここにいる            | 千葉克彦       | どじゃがげん | 日下直義 | 清水泰夫      | 8月27日        |
| 48   | 消滅へのカウントダウン              | 久保田雅史     | 二瓶勇一     | 浦田保則 | 高橋晃        | 9月3日         |
| 49   | きずななき者の戦い                  | 関島眞頼       | どじゃがげん | 日下直義 | 清水泰夫      | 9月10日        |
| 50   | バレル大佐                          | 荒木憲一       | どじゃがげん | 日下直義 | 清水泰夫      | 9月17日        |
| 51   | 新たなる未来へ                      | 荒木憲一       | 太田雅彦     | 長澤剛   | 石原満        | 9月24日        |

## 放送局
- テレビ東京（製作局）
- テレビ北海道
- テレビ愛知
- テレビ大阪
- テレビせとうち
- TVQ九州放送
- 青森朝日放送
- 岩手めんこいテレビ
- 東日本放送
- 秋田テレビ
- テレビユー山形
- 福島テレビ
- 長野放送
- テレビ山梨（2005年3月で放送打ち切り）
- 北陸放送
- 長崎国際テレビ
- 大分朝日放送
- 鹿児島放送
- BSジャパン（現BSテレビ東京）
- AT-X

## 劇場版
- ロックマンエグゼ 光と闇の遺産

## 関連商品

### CD
- babamania「Doobee Doowop Communication」（インペリアルレコード / テイチクエンタテインメント） - 2004年11月3日発売
- Buzy「Be Somewhere」（インペリアルレコード / テイチクエンタテインメント） - 2005年1月31日発売
- 橋本仁ほか「アニメ ロックマンエグゼシリーズ ボーカル・アルバム」（セルピュータ） - 2007年3月28日発売

### DVD
販売元：小学館
- 「ロックマンエグゼStream 01」 2005年5月18日発売、第1・2話収録。
- 「ロックマンエグゼStream 02」 2005年6月15日発売、第3・4・5話収録。
- 「ロックマンエグゼStream 03」 2005年7月20日発売、第6・7・8話収録。
- 「ロックマンエグゼStream 04」 2005年8月18日発売、第9・10・11話収録。
- 「ロックマンエグゼStream 05」 2005年9月21日発売、第12・13・14話収録。
- 「ロックマンエグゼStream 06」 2005年10月19日発売、第15・16・17話収録。
- 「ロックマンエグゼStream 07」 2005年11月16日発売、第18・19・20話収録。
- 「ロックマンエグゼStream 08」 2005年12月14日発売、第21・22・23話収録。
- 「ロックマンエグゼStream 09」 2006年1月18日発売、第24・25・26話収録。
- 「ロックマンエグゼStream 10」 2006年2月15日発売、第27・28・29話収録。
- 「ロックマンエグゼStream 11」 2006年3月15日発売、第30・31・32話収録。
- 「ロックマンエグゼStream 12」 2006年4月19日発売、第33・34・35話収録。
- 「ロックマンエグゼStream 13」 2006年5月17日発売、第36・37・38話収録。
- 「ロックマンエグゼStream 14」 2006年5月17日発売、第39・40・41話収録。
- 「ロックマンエグゼStream 15」 2006年6月21日発売、第42・43・44話収録。
- 「ロックマンエグゼStream 16」 2006年6月21日発売、第45・46・47話収録。
- 「ロックマンエグゼStream 17」 2006年7月19日発売、第48・49・50・51話収録。
- 「劇場版ロックマンエグゼ 光と闇の遺産」 2005年9月21日発売